# Inge Johansson
Inge Johansson, född 10 maj 1977, är en svensk musiker. Han är uppvuxen i Kågedalen utanför Skellefteå. Mellan 1997 och 2011 bosatt i Umeå, men bor sedan 2011 i Oslo.

## Biografi
Inge Johansson är basist i det amerikanska punkbandet Against Me!.  
Tidigare var Johansson mest känd som basist i det vänsterradikala rockbandet The (International) Noise Conspiracy, som han bildade i Umeå 1998 tillsammans med Dennis Lyxzén, Sara Almgren, Ludwig Dahlberg och Lars Strömberg. Innan dess var han en av de många basister som kom och gick i det legendariska straight edgehardcorebandet Refused. The (International) Noise Conspiracy har på meritlistan bland annat två skivor inspelade och producerade av Rick Rubin, som rankas som världens främste producent, och då bandet splittrades 2009 hade de spelat mer än 700 spelningar över hela världen. 
Johansson var också en av de tre sångarna i hardcorebandet Totalt Jävla Mörker som han bildade i Skellefteå 1997 och han fortsatte att vara aktiv i både Totalt Jävla Mörker och The (International) Noise Conspiracy fram till 2005 då han lämnade Totalt Jävla Mörker på grund av tidsbrist och meningsskiljaktigheter angående bandets musikaliska riktning. Han bildade 2003 punkbandet Knugen Faller där han spelar gitarr och fungerar som huvudsaklig låtskrivare. 
Johansson har, förutom de tre nämnda banden, också spelat i no wavebandet The Female Anchor of Sade, där han spelade bas och keyboards. Han har dessutom figurerat som basist i The Lost Patrol Band och producerat andra artisters skivor vid sidan av sina egna musikaliska projekt. Mellan år 2004-2010 drev han även rockklubben och skivbolaget Ny våg Records tillsammans med den gode vännen Dennis Lyxzén, och har även turnerat flitigt som DJ över hela Europa.
Mellan år 2009 och 2010 spelade Johansson i Adiam Dymotts kompband tillsammans med bland andra Thomas Rusiak. År 2009 började Johansson även spela med modbandet The Most.
Från och med 2011 spelar han tillsammans med Nicke Andersson i det svenska punkbandet Alonzo & Fas 3, frontat Av Michael Alonzo som tidigare sjungit i KSMB och Stockholms Negrer.
Johansson spelade mellan 2011 och 2012 bas i det brasilianska elektrorock-bandet CSS, även kända som Cansei De Ser Sexy och under 2012 startade han tillsammans med Adam Nilsson (tidigare Tysta Mari), Christian Määttä (tidigare Bombshell Rocks) och Thomas Åberg (Twopointeight) street punk-bandet Stilett, med starka influenser av amerikansk punk i stil med Rancid.
Samma år började Johansson spela med det tysk/engelska power pop bandet Cryssis, där bland annat Vom Ritchie från det tyska stadiumpunkbandet Die Toten Hosen ingår.
29 augusti 2013 gick det amerikanska punkbandet Against Me! ut med nyheten att Johansson var deras nya basist.

## Diskografi

### Med The (International) Noise Conspiracy

#### Album
- 1999 – The First Conspiracy (G-7 Welcome Committe)
- 2000 – Survival Sickness (Epitaph)
- 2001 – A New Morning, Changing Weather (Epitaph)
- 2003 – Live at Oslo Jazz Festival featuring Jonas Kullhammar & Sven-Eric Dahlberg (Moserobie Music Production)
- 2004 – Armed Love (Burning Heart)/(American Recordings) producerad av Rick Rubin med gästspel av bl.a. Billy Preston
- 2004 – Your Choice Live Series (Cargo)
- 2008 – The Cross of My Calling (American Recordings)Producerad av Rick Rubin

#### Singlar
- 1999 – Separation/ T(I)NC (Bridge Records},(Busted Heads Records}
- 1999 – The Conspiracy (Premonition Records)
- 1999 – Abolish Work (The Black Mask Collective)
- 1999 – T.I.M.E.B.O.M.B (Carcrash Records)
- 1999 – The Subversive Sound of the Conspiracy (Trans Solar Records)
- 2000 – Smash It Up (Big Wheel Recreation)
- 2001 – Capitalism Stole My Virginity (Hopeless)
- 2001 – Reproduction of Death (Sub Pop)
- 2003 – Bigger Cages, Longer Chains (Burning Heart)
- 2003 – Up for Sale (Sympathy for the Record Industry)
- 2004 – Black Mask (Burning Heart)
- 2005 – A Small Demand (Burning Heart)

### Med Knugen Faller

#### Album
- 2007 – Lugna Favoriter (Cage Match Federation), (Ny våg Records)

#### Singlar
- 2004 – Skellefte stadshotell ep (Cage Match Federation)
- 2005 – Inte som ni (Cage Match Federation), (Ny våg Records)

### Med The Female Anchor of sade

#### Album
- 1999 – Tanks to everyone
- 2000 – Bless the machine God for he has given us tanks in plenty

#### Singlar
- 2000 – Thanks for all contemporary rock

### Med Totalt Jävla Mörker

#### Album
- 2001 – Det ofrivilliga lidandets maskineri (Distortion Records). Vinnare av 2001 års Manifest-pris.
- 2004 – Människans ringa värde (Distortion Records).
- 2006 – Totalt Jävla Mörker Inge medverkar enbart som låtskrivare

#### Singlar
- 1998 – Då hämndens timme slår
- 2000 – Industri, betong och sålda själar

### Med The Lost Patrol

#### Album
- 1999 – Songs in the key of resistance (Star Tracks).
- 2003 – Songs about running away (Burning Heart Records).

### Med Alonzo & Fas 3
Album
- 2013 – Alonzo & Fas 3 (Blue Fin)

Singlar2012 – Dansa som en fjäril (Ny våg Records)

### Med The Most
Album
- 2013 – Auto-Destructive Art (copaseDisques)

### Med Cryssis
Album
- 2013 – Kursaal Nights (Drumming Monkey Records)

### Med Stilett
Album
- 2014 – S/t (Citybird)

### Med Against Me!
Singlar
- 2014 – Unconditional Love (Total Treble)